# Krebsbach (Elsava)
Der Krebsbach ist ein linker Zufluss der Elsava im Landkreis Aschaffenburg im bayerischen Spessart.

## Geographie

### Verlauf
Der Krebsbach entspringt im Espelborn etwa 300 m östlich vom Schloss Mespelbrunn am Fuße des Bergrückens der Eselshöhe. Die Quelle gab dem Wasserschloss und später auch dem Ort seinen Namen. Der Krebsbach fließt in westliche Richtung und speist am Schloss mehrere Teiche. In Mespelbrunn unterquert er die Staatsstraße 2308 und mündet von links in die Elsava.

### Flusssystem Elsava
- Fließgewässer im Flusssystem Elsava

## Einzelnachweise

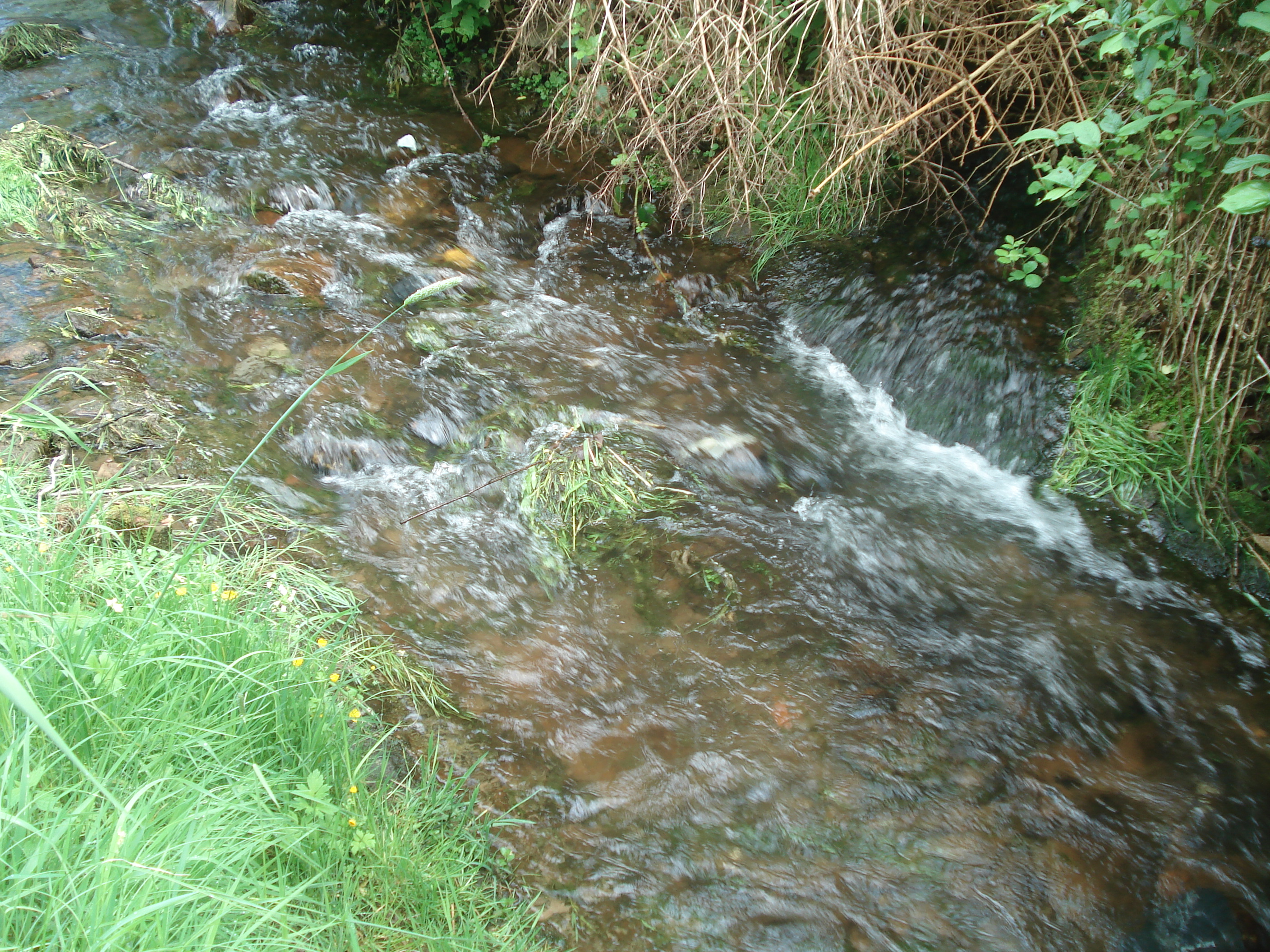
Der Krebsbach (Rohr hinten rechts) mündet in die Elsava